# Haley Barbour
Haley Barbour (sinh 22 tháng 10 năm 1947) là thống đốc thứ 62 của tiểu bang Mississippi, Hoa Kỳ. Ông giữ chức vụ này từ năm 2004 đến năm 2012.